# مارتن ليدغارد
مارتن ليدغارد (بالدنماركية: Martin Lidegaard)‏ سياسي دنماركي وعضو في الحزب الليبرالي الاجتماعي الدنماركي، ولد في مدينة كوبنهاغن في 12 ديسمبر 1966، يشغل حاليا منصب وزير الخارجية، بعد أن كان سابقا وزير المناخ والطاقة من 2011 إلى 2014.